# Слізник

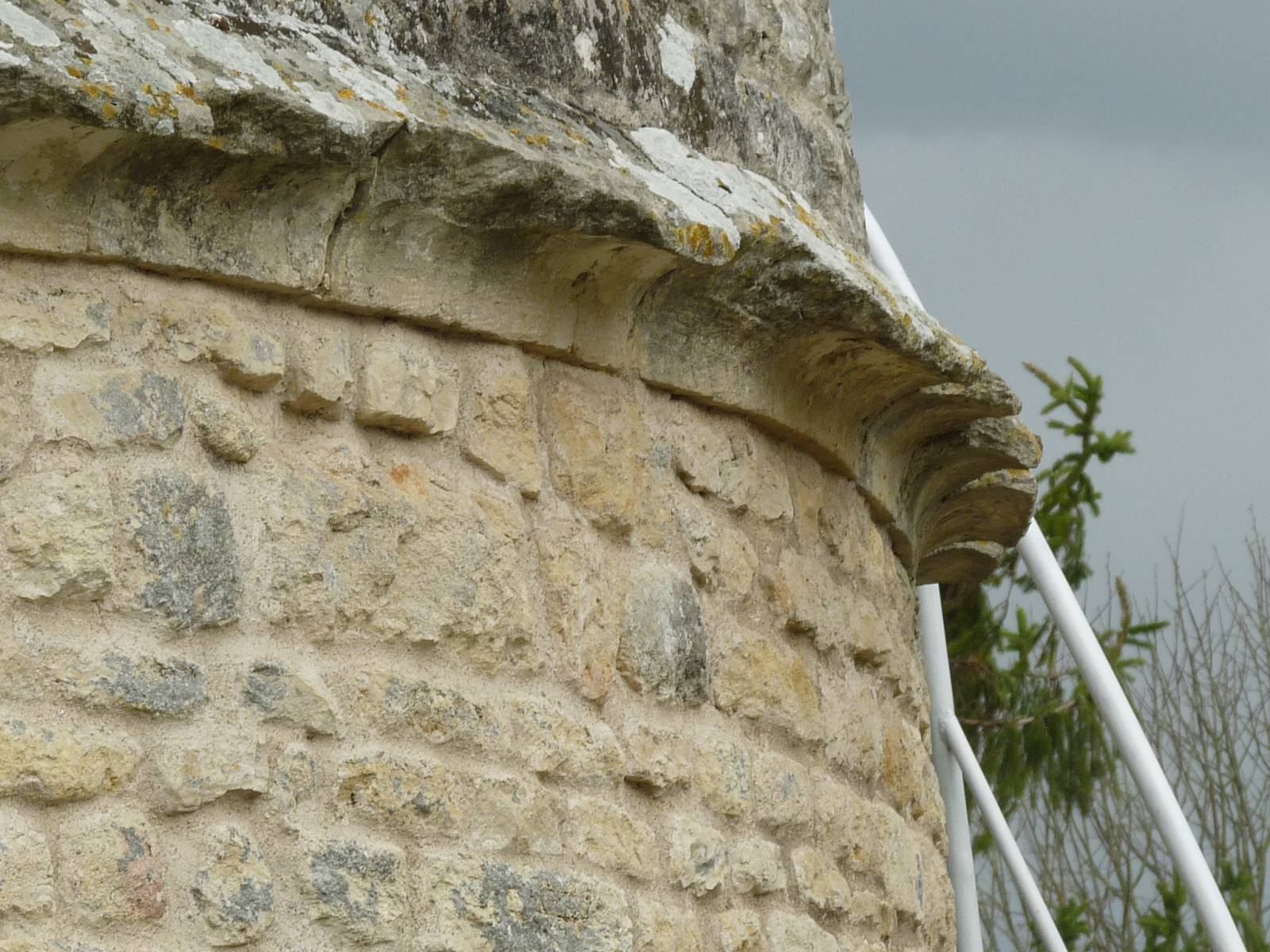
Слізник голубника в замку Невік, Невік-ле-Шато, Франція

Слізник, слізниця, окапець, іноді яструбиний дзьоб — архітектурний елемент, виносна плита карниза з жолобом на нижній поверхні, яка увінчує споруду. Призначається для відводу води від віконних і дверних пройм. Відомий вже в романській архітектурі, але узвичаївся тільки в добу готики. З поширенням широких вікон слізники стали популярними і на житлових будинках.
В архітектурі Стародавньої Греції слізнику аналогічний гейсон. Функцію слізника в російській церковній архітектурі виконує і голубець над іконами і фресками на зовнішніх стінах.